# George Porter
George Porter, barone Porter di Luddenham (Stainforth, 6 dicembre 1920 – 31 agosto 2002), è stato un chimico britannico.
Nato a Stainforth, nel South Yorkshire, vinse una borsa di studio e frequentò nel 1938 l'Università di Leeds conseguendo la laurea in chimica. Durante la seconda guerra mondiale combatté nella Royal Navy Volunteer Reserve.
Nel 1945 si trasferì a Cambridge, presso l'Emmanuel College, per entrare nel gruppo scientifico del prof. Norrish iniziando una serie di studi che verranno premiati col premio Nobel per la chimica nell'anno 1967. Si interessò alla fotolisi flash, serie di reazioni radicaliche molto veloci indotte da luce laser, e successivamente studiò minuziosamente il trasporto elettronico implicato nella fase luminosa della fotosintesi con lo scopo di sviluppare applicazioni pratiche per potere ricavare idrogeno per uso energetico.
La collaborazione con Norrish proseguì fino al 1954. L'anno dopo ottenne la cattedra di chimica-fisica all'Università di Sheffield, di cui divenne anche direttore. Nel 1966 divenne direttore e professore emerito di chimica alla Royal Institution, succedendo a Sir Lawrence Bragg.
Fu inoltre presidente della Royal Society dal 1985 al 1990 e rettore dell'Università di Leicester dal 1984 al 1995.

## Riconoscimenti
- Nel 1955 ricevette la Medaglia Corday-Morgan
- Nel 1958 gli fu conferito il Premio Tilden[1] dalla Chemical Society (oggi RSC)
- Nel 1971 gli venne assegnata la Medaglia Davy
- Nel 1976 gli fu assegnato il Premio Kalinga
- Nel 1978 la Medaglia Rumford
- Nel 1992 la Medaglia Copley.

## Onorificenze
Fu nominato cavaliere nel 1972 e barone di Luddenham nel 1990.